# Bourail
Bourail is een gemeente in Nieuw-Caledonië en telt 5.444 inwoners (2014). De oppervlakte bedraagt 797,6 km², de bevolkingsdichtheid is 6,8 inwoners per km².